# European Journalism Prize Writing for CEE
Der European Journalism Prize Writing for CEE ist ein internationaler Journalistenpreis. 

## Preis
Der Preis ist mit 5000 Euro dotiert und wird seit 2004 von der APA – Austria Presse Agentur und der UniCredit Bank Austria verliehen. Ausgezeichnet werden Journalisten, die sich mit der gesellschaftlichen Gegenwart in den Ländern Zentral- und Osteuropas beschäftigen und mit ihrer Arbeit einen Beitrag zur länderübergreifenden Zusammenarbeit leisten.

## Preisträger
- 2004: Lubas Palata, Tschechien, für The Seventh Stage of Powerlessness. In: Prager Zeitung. 08/2002
- 2005: Diana Ivanova, Bulgarien, für Frau Bulgarin, Ivan Milex and Gustav Klimt. In: Capital Bulgaria. 08/2005
- 2006: Sefik Dautbegovic, Bosnien, für My Country - Which Road to Europe. In: Oslobodjenje. 08/2006
- 2007: Martin Leidenfrost, Österreich, für The World Behind Vienna – A series on Central Europe. In: Die Presse. 09/2007
- 2008: Anna Koktsiduo, Deutschland, für Faces of Europe: The New Foreigners - Greece and its Immigrants. In: Deutschlandfunk. 06/2008
- 2009: Florian Klenk, Österreich, für Behind the Wire. In: Berliner Zeitung. 08/2008
- 2010: Azra Nuhefendic, Bosnien/Italien, für The Train. In: Balcanicaucaso.org. 01/2010
- 2011: Meta Krese, Slowenien, für Among the Roma. In: National Geographic Slovenija. 03/2011
- 2012: Martin Ehl, Tschechien, für No Longer so Powerless. In: Transitions Online Magazine. 02/2012
- 2013: Laurent Geslin und Sébastien Gobert, Frankreich, für The Kingdom of Greater Hungary - again? In: Le Monde diplomatique. 03/2013
- 2014: Takis Würger, Deutschland, für The Guards of Illichivsk. In: Der Spiegel. 03/2014